# Treponema pallidum
Il Treponema pallidum è un batterio del phylum delle Spirochaetes, specie appartenente alla famiglia dei Spirochaetaceae, Gram negativo, dal corpo diafano, quasi trasparente, che termina con flagelli. È l'agente eziologico della sifilide.
A differenza degli altri batteri flagellati, questo batterio presenta endoflagelli, ovvero flagelli disposti all'interno e non all'esterno della cellula batterica. Molto mobile, grazie a essi, il batterio presenta una sorta di movimento a molla. La parete batterica presenta maggiore elasticità rispetto a quella di altre specie batteriche.
Per lungo tempo si è ritenuto che questo batterio fosse anaerobio; recentemente si è scoperto che è in grado di ossidare i carboidrati e lo si è classificato come microaerofilo.
Sono batteri molto lunghi e al tempo stesso molto sottili (5-20 micron x 0,1-0,5 micron). Per questo bisogna adottare accorgimenti affinché siano visibili al microscopio ottico: la microscopia a campo scuro e l'impregnazione argentica rendono il batterio visibile. Questo batterio non è coltivabile su terreni né liquidi né solidi, perciò la diagnosi si fa con test sierologici che si distinguono in test non treponemici e test treponemici, a seconda che abbiano come bersaglio la rivelazione degli anticorpi specifici (reazione di Wassermann) o del treponema stesso. Ha la caratteristica di presentare un mimetismo antigenico. Il batterio infatti si riveste della fibronectina della cellula ospite rendendosi meno visibile al sistema immunitario.